# Oncideres seabrai
Oncideres seabrai là một loài bọ cánh cứng trong họ Cerambycidae.